# Андреа Гонзага (1539 – 1586)
Вижте пояснителната страница за други личности с името Андреа Гонзага.
Андреа Гонзага (на италиански: Andrea Gonzaga; 9 септември 1539, Палермо, Сицилианско кралство; † 1586, Мантуа, Херцогство Мантуа) от род Гонзага (клон Гонзага ди Гуастала) е първи маркиз на Спекия и на Алесано от 1557 г. до смъртта си.

## Произход
Той е петият син на Феранте I Гонзага (* 1507, † 1557), граф на Гуастала, и на съпругата му Изабела ди Капуа (* 1510, † 1559). Има шест братя и четири сестри:
- Анна (* 1531, † млада)
- Чезаре I (* 1533; † 1575), 2-ри граф на Гуастала (1557 – 1575), херцог на Амалфи, съпруг на Камила Боромео
- Иполита (* 1535; † 1563), херцогиня на Паляно като съпруга на Фабрицио Колона и херцогиня на Мондрагоне като съпруга на  Антонио Карафа дела Стадера
- Франческо (* 1538; † 1566), кардинал, епископ на Мантуа
- Джан Винченцо (* 1540; † 1591), кардинал
- Ерколе (* ок. 1545, † ок. 1549)
- Отавио (* 1543; † 1583), сеньор на Черчемаджоре, генерал, съпруг на Изабела да Кореджо и на Чечилия де Медичи
- Филипо († като бебе)
- Джеронима († като бебе)
- Мария († като бебе).

## Биография
Майка му Изабела носи много владения в Кралство Неапол като зестра на Гонзага, включително графството Алесано и баронството Спекия. След смъртта на баща му през 1557 г. Андреа получава Сан Северино и става граф до 1559 г., когато се отказва от него в полза на брат си Чезаре I от Гуастала и получава в замяна Алесано и Спекия. През 1567 г. графството е издигнато до маркграфство. В Алесано, но преди всичко в Спекия, Андреа установява обичайното си пребиваване. Там той се заобикаля с хора на литературата и философи, разширява феодалното владение и дава нов тласък на търговията.
През 1555 г. срещу набезите на сарацините заповядва изграждането на кула в Санта Мария ди Леука, днес наричана Кулата на мъртвите.
Набожен човек, той въвежда обичая да изпраща въоръжени хора на всеки 13 април, за да поддържат реда по време на празниците в чест на Мадоната.
Умира на около 46 г. в Мантуа.

## Брак и потомство
∞ за Мария Лопес де Падила и де Мендоса, дъщеря на дон Антонио Лопес де Падия, владетел на Новес и Ла Мехорада, и на дона Хуана де Мендоса от графовете на Ла Коруня.